# Heart to Heart (スフィアの曲)
「Heart to Heart」（ハート トゥ ハート）は、スフィアの楽曲。こだまさおりが作詞、高橋諒が作曲・編曲を手掛けた。ユニットの20枚目のシングルとして2017年11月8日にGloryHeavenから発売された。

## 概要
前作「My Only Place」から1年ぶり、活動休止前にリリースされる最後のシングルとなる。
表題曲は、テレビアニメ『つうかあ』のオープニングテーマに起用された。
販売形態は初回限定生産盤・期間限定生産盤・通常盤の3種リリースで、初回限定盤には本曲のPVを収録したDVDが、期間限定盤には同アニメのキャラクターがジャケットに記載されている。
CW曲の歌詞の内容について、メンバーの戸松遥は『スフィアの事を綴った歌詞になっていて、メンバー4人それぞれがスフィア宛に手紙を書き、それを元に作詞家に歌詞を書き起こしていただいた。』と明かしている。

## シングル収録内容
| 全作詞: こだまさおり、全作曲・編曲: 高橋諒。 |                                    |              |            |      |
| #                                            | タイトル                           | 作詞         | 作曲・編曲 | 時間 |
| 1.                                           | 「Heart to Heart」                 | こだまさおり | 高橋諒     | 4:18 |
| 2.                                           | 「Endless Anniversary」            | こだまさおり | 高橋諒     | 5:09 |
| 3.                                           | 「Heart to Heart」(off vocal)      | こだまさおり | 高橋諒     | 4:18 |
| 4.                                           | 「Endless Anniversary」(off vocal) | こだまさおり | 高橋諒     | 5:05 |
| 合計時間:                                    | 合計時間:                          | 18:50        |            |      |

| #  | タイトル                        | 作詞 | 作曲・編曲 | 時間 |
| -- | ------------------------------- | ---- | ---------- | ---- |
| 1. | 「Heart to Heart」(Music Video) |      |            | 4:14 |